# Bernd Uhl
Bernd Joachim Uhl (Karlsruhe, 23 de novembro de 1946 - Friburgo, 22 de janeiro de 2023) foi bispo auxiliar em Freiburg.

## Vida
Bernd Uhl estudou a partir de 1966 filosofia e teologia na Universidade Ruprecht-Karls Heidelberg, Ludwig-Maximilians-Universidade de Munique e na Universidade Albert-Ludwigs Freiburg. Em 1974, ele se tornou um Doutor com uma tese sobre o socialismo cristão em Freiburg. No mesmo ano, recebeu a ordenação sacerdotal do arcebispo Hermann Schäufele . De 1974 a 1977, ele foi o primeiro ativo como capelão na paróquia de St. Spirit em Heidelberg. Em 1977, ele se tornou um membro do Arzobispo Ordinance Freiburgnomeado Professor Assistente Ordinário e esteve envolvido nas áreas de Caritas e Juventude com foco em creches e escritórios de assistência social. Em 1982, tornou-se chefe do departamento da Caritas, desde 1983, diretor do departamento de relações públicas recém-formado com as áreas de imprensa, rádio, televisão e política. Em 1987, ele foi nomeado capítulo da catedral.
Bernd Uhl foi nomeado Bispo Titular de Malliana e Bispo Auxiliar da Arquidiocese de Freiburg em 2001 pelo Papa João Paulo II. Em 1 de maio de 2001, recebeu a ordenação episcopal do arcebispo Oskar Saier e seu co-ordenantes foram Bispo Kurt Koch de Basileia e Bispo Auxiliar Paul Wehrle. O lema de Uhl era Caritas Cum Fide ("amor ligado à fé"). Desde 2001 foi vigário episcopal da Caritas.
Desde 1999, ele também é presidente da Diocesan Caritas Association Freiburg. Ele é membro do Conselho Diocesano de Gestão de Ativos, a representação fiscal da igreja na Arquidiocese de Freiburg e o Conselho do Fundo de Pensões Priest e o Conselho Consultivo da Pfarrpfrundekasse. Ele também é membro da Comissão para a Sociedade e dos Assuntos Sociais e da Comissão Caritas dos Conferência Episcopal Alemã . 
Como presidente do grupo de trabalho em ecologia da Conferência Episcopal Alemã, ele se envolveu intensamente na discussão sobre o aquecimento global.
Morreu em 22 de janeiro de 2023, em Friburgo na Brisgóvia.